# Un camino hacia el destino
 (срп. Пут ка судбини) мексичка је теленовела, продукцијске куће Телевиса, снимана 2015. и 2016.

## Синопсис
Кад је имала 18 година, слатка богаташица Амелија предала се вољеном Луису, младом и незрелом студенту који јој је направио дете. Оставио ју је да би се оженио много богатијом Марисом, чија је породица основала једну од најјачих банака у земљи. Чувши да му је кћи обешчашћена, Амелијин отац Франсиско избацује је из куће, а баштован Педро преузима одговорност за дете. Амелија се преселила у Педров скромни дом, док је он давао све од себе да њој и њеној ћерки Луиси Фернанди, коју је признао као своју, пружи све што им је потребно. Иако девојчица није патила за луксузом, Амелија није успела да се навикне на тежак живот. Луиса Фернанда постала је часна и вредна попут Педра, а испоставило се и да је веома талентована за музику, па је одмалена учила да свира најлепше мелодије на виолини.
Уочи завршетка школе, Луиса Фернанда схвата да јој породица не може дати новац за доделу диплома. Кад је аутомобил замало удари на улици, на наговор пријатељице одлучи да пријави возача и лаже на суду како би добила новац. Испоставља се да је возач Луис, њен биолошки отац који, не знајући да му је она ћерка, чини све да јој загорча живот.
Ипак, несрећа Луиси Фернанди није донела само очеву мржњу, већ и љубав лекара Карлоса који ју је прегледао након удеса. Он се заљубљује у њу и одлучује да раскине дугу везу са девојком Исабелом која од тог тренутка постаје заклета непријатељица Луисе Фернанде.
У међувремену, Амелија се запошљава у Марисиној банци и признаје својој ћерки да Педро није њен прави отац. Девојка се не потреса уопште због тога, али баштован пада у депресију. С временом, он се зближава са Марисом, која у њему проналази ослонац. Док траје њихово зближавање, Луиса Фернанда ће морати да се избори за место у породици свог правог оца, победи све препреке на путу до среће с Карлосом и постане позната виолинисткиња.

## Глумачка постава

### Главне улоге
| Глумац:        | Улога:               |
| -------------- | -------------------- |
| Паулина Гото   | Луиса Фернанда Перез |
| Орасио Панчери | Карлос Гомез Руиз    |

### Споредне улоге
| Глумац:                  | Улога:               |
| ------------------------ | -------------------- |
| Еухенија Каудро          | Мариса               |
| Ана Патрисија Рохо       | Маријана Алтамирано  |
| Хорхе Аравена            | Педро Перез Рамос    |
| Лисет Морелос            | Амелија Алтамирано   |
| Росио Банкелс            | Гвадалупе Лупе       |
| Кандела Маркез           | Исабела де Леон      |
| Агустин Арана            | Хуан Пабло Ордоњез   |
| Мануел Ландета           | Ернан Сотомајор      |
| Хари Гејтнер             | Леополдо Арељано     |
| Рене Стриклер            | Луис Алберто Монтеро |
| Клаудија Мартин          | Вики                 |
| Вања Агвајо              | Каролина             |
| Патрисија Рејес Спиндола | Бланка               |
| Аурора Клавел            | Росарио              |
| Ребека Манрикез          | Росаура              |
| Андреа Кареиро           | Камила Сотомајор     |
| Ланис Гереро             | Сесар                |
| Алехандро Пениче         | Фелипе               |
| Јулијана Пениче          | Андреа               |
| Шејла Тадео              | Кајетана             |
| Самади Зандехас          | Надија               |